# Wereldkampioenschappen karate
De wereldkampioenschappen karate zijn door de World Karate Federation (WKF) georganiseerde kampioenschappen voor karateka's.

## Historiek
De eerste editie van de wereldkampioenschappen vond plaats in 1970 te Tokio in Japan. Tot de oprichting van de WKF op 20 december 1992 werden de wereldkampioenschappen georganiseerd door de World Union of Karate-do Organizations (WUKO).

## Edities
| Editie | Jaar | Locatie                       |
| ------ | ---- | ----------------------------- |
| 1      | 1970 | Tokio (Japan)                 |
| 2      | 1972 | Parijs (Frankrijk)            |
| 3      | 1975 | Long Beach (Verenigde Staten) |
| 4      | 1977 | Tokio (Japan)                 |
| 5      | 1980 | Madrid (Spanje)               |
| 6      | 1982 | Taipei (Taiwan)               |
| 7      | 1984 | Maastricht (Nederland)        |
| 8      | 1986 | Sydney (Australië)            |
| 9      | 1988 | Cairo (Egypte)                |
| 10     | 1990 | Mexico-Stad (Mexico)          |
| 11     | 1992 | Granada (Spanje)              |
| 12     | 1994 | Kota Kinabalu (Maleisië)      |
| 13     | 1996 | Sun City (Zuid-Afrika)        |
| 14     | 1998 | Rio de Janeiro (Brazilië)     |
| 15     | 2000 | München (Duitsland)           |
| 16     | 2002 | Madrid (Spanje)               |
| 17     | 2004 | Monterrey (Mexico)            |
| 18     | 2006 | Tampere (Finland)             |
| 19     | 2008 | Tokio (Japan)                 |
| 20     | 2010 | Belgrado (Servië)             |
| 21     | 2012 | Parijs (Frankrijk)            |
| 22     | 2014 | Bremen (Duitsland)            |
| 23     | 2016 | Linz (Oostenrijk)             |
| 24     | 2018 | Madrid (Spanje)               |
| 25     | 2021 | Dubai (VAE)                   |
| 26     | 2023 | Boedapest (Hongarije)         |

1970 · 1972 · 1975 · 1977 · 1980 · 1982 · 1984 · 1986 · 1988 · 1990 · 1992 · 1994 · 1996 · 1998 · 2000 · 2002 · 2004 · 2006 · 2008 · 2010 · 2012 · 2014 · 2016 · 2018 · 2021